# Sławkowo (Białoruś)
Sławkowo (biał. Слаўкава, Słaukawa; ros. Славково, Sławkowo) – wieś na Białorusi, w obwodzie mińskim, w rejonie nieświeskim, w sielsowiecie Nieśwież, nad Uszą i przy drodze republikańskiej R91.

## Historia
W XIX i w początkach XX w. położone było w Rosji, w guberni mińskiej, w powiecie słuckim, w gminie Howiezna.
W dwudziestoleciu międzywojennym leżało w Polsce, w województwie nowogródzkim, w powiecie nieświeskim, do 1 października 1927 w gminie Lisuny, następnie w gminie Howiezna. W 1921 miejscowość liczyła 938 mieszkańców, zamieszkałych w 180 budynkach, w tym 741 Polaków, 196 Białorusinów i 1 osobę innej narodowości. 580 mieszkańców było wyznania rzymskokatolickiego, 355 prawosławnego i 3 muzułmańskiego.
Po II wojnie światowej w granicach Związku Sowieckiego. Od 1991 w niepodległej Białorusi.

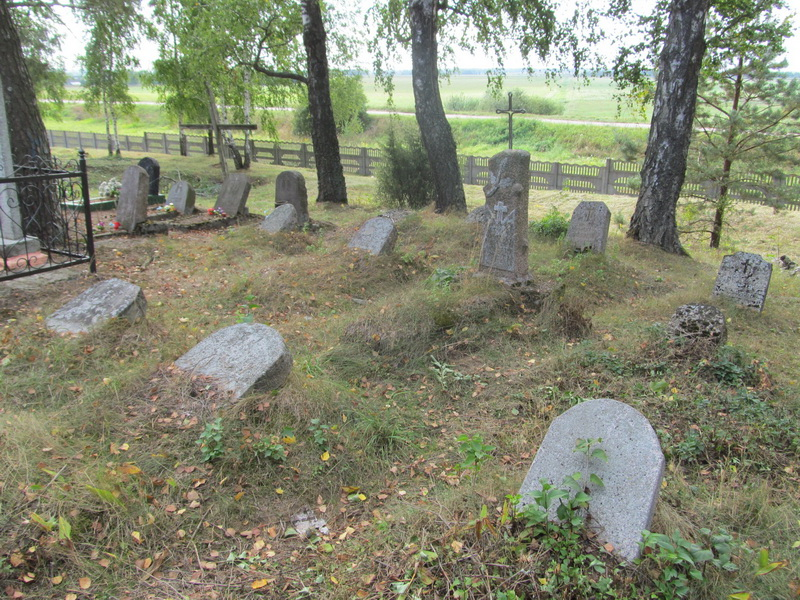
cmentarz w Sławkowie
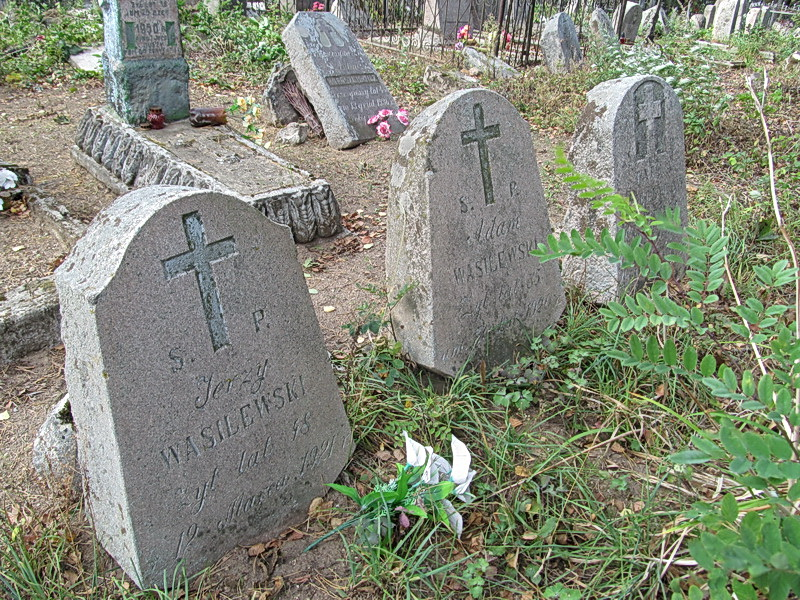
cmentarz w Sławkowie